# Каје
Каје је дистрикт у Републици Сао Томе и Принципе. Јенад је од најмањих дистриката са око 5.900 становника, али заузима највећу површину од око 267 km². Главни град дистрикта је Сао Жоао дос Анголарес.

Становништво дистрикта
- 1940 6.675 (11,0% укупне популације државе)
- 1950 6.942 (11,6% укупне популације државе)
- 1960 5.874 (9,1% укупне популације државе)
- 1970 3.757 (5,1% укупне популације државе)
- 1981 4.607 (4,8% укупне популације државе)
- 1991 5.322 (4,5% укупне популације државе)
- 2001 5.501 (4,0% укупне популације државе)